# Zutphen
Zutphen (baix alemany Zutfent) és un municipi de la província de Gelderland, al centre-est dels Països Baixos. L'1 de gener del 2009 tenia 47.019 habitants repartits sobre una superfície de 42,84 km² (dels quals 1,9 km² corresponen a aigua). Limita al nord amb Voorst i Lochem, i al sud amb Brummen i Bronckhorst.

## Centres de població
- Zutphen
- Warnsveld
- Warken

## Fills il·lustres
- Jan Brandts-Buys (1868-1933) compositor musical.

## Administració
El consistori consta de 30 membres, compost per:
- Partit del Treball, (PvdA) 8 regidors
- Stadspartij Zutphen/Warnsveld, 4 regidors
- Crida Demòcrata Cristiana, (CDA) 4 regidors
- Partit Popular per la Llibertat i la Democràcia, (VVD) 3 regidors
- Partit Socialista, (SP) 3 regidors
- GroenLinks, 3 regidors
- Demòcrates 66, 2 regidors
- ChristenUnie, 1 regidor
- Fractie Bert Jansen, 1 regidor

## Agermanaments
- Satu Mare
- Tartu
- Shrewsbury
- Villa Sandino
- Horstmar

## Galeria d'imatges

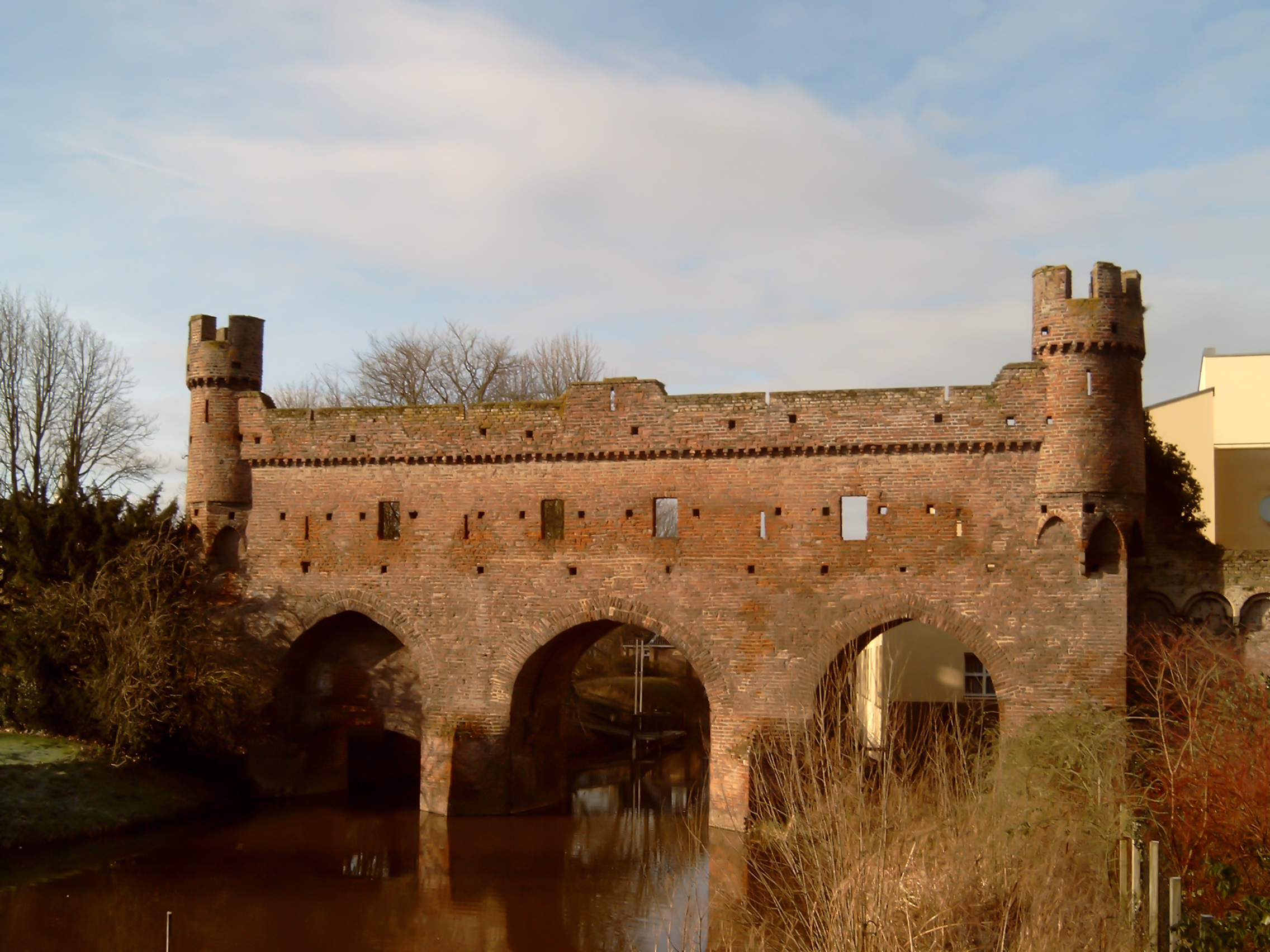
Pont de Berkel
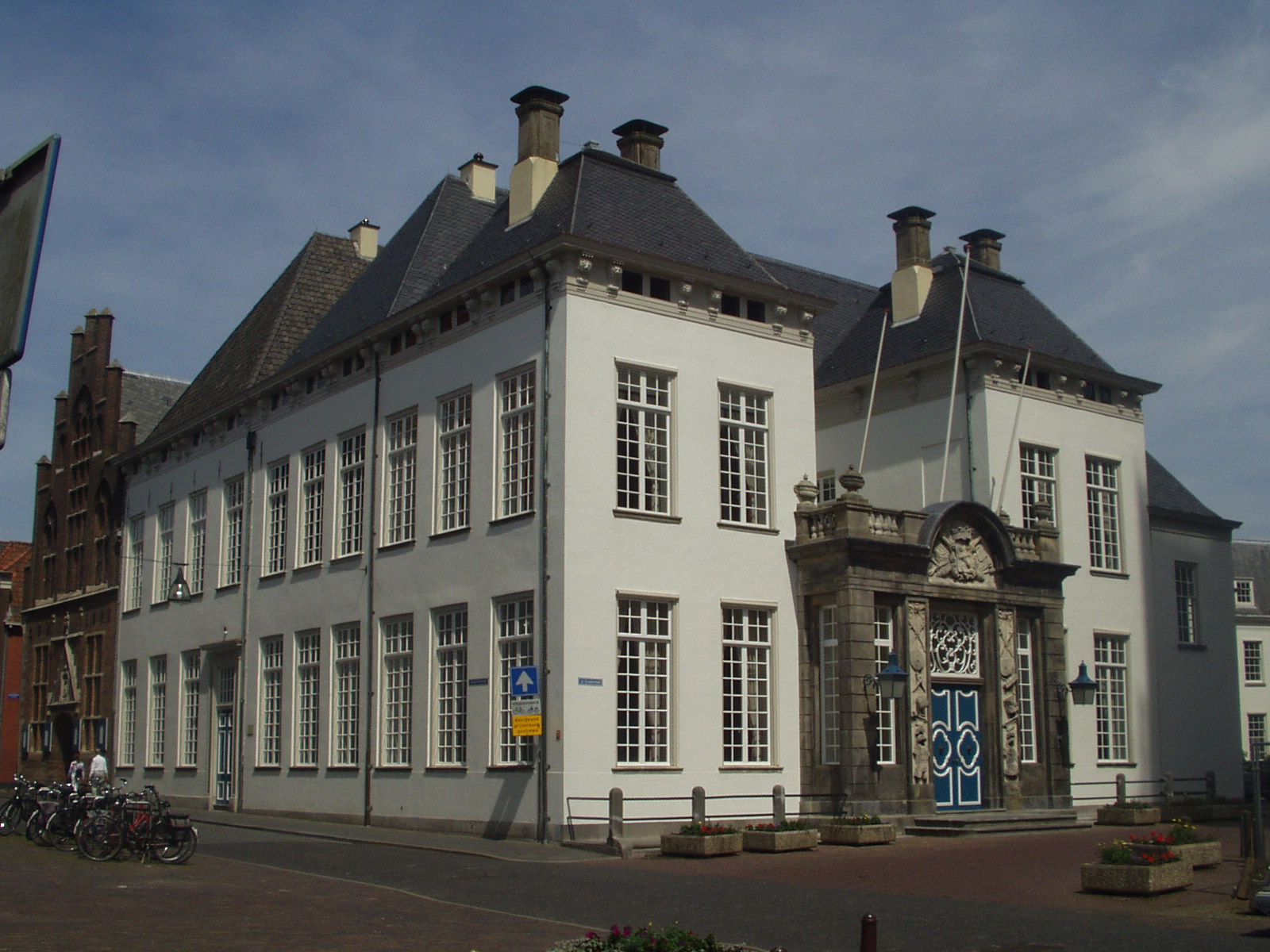
Ajuntament
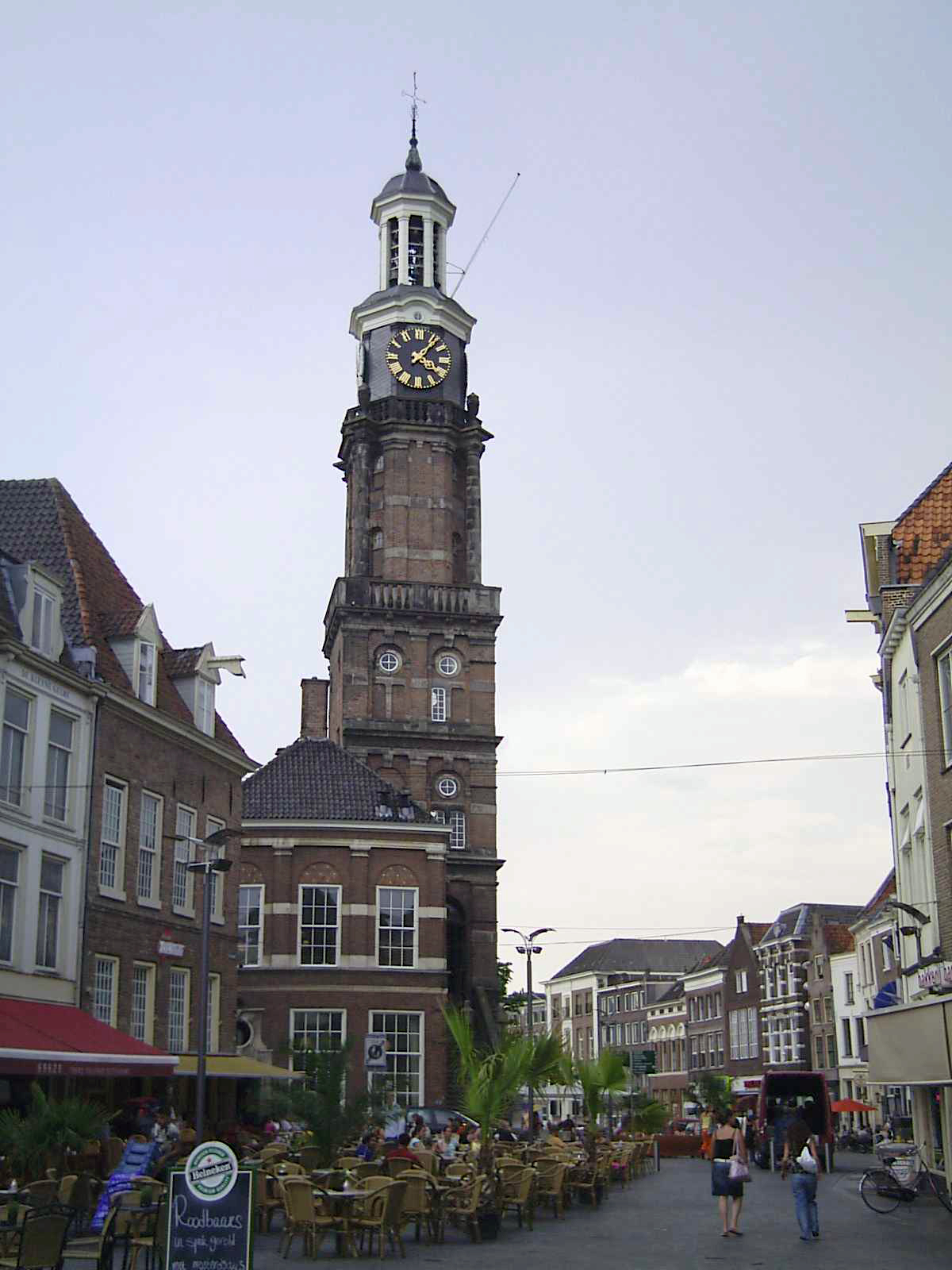
Torre Wijnhuis